# Saint-Édouard-de-Kent
 (septembre 2012).
Si vous disposez d'ouvrages ou d'articles de référence ou si vous connaissez des sites web de qualité traitant du thème abordé ici, merci de compléter l'article en donnant les références utiles à sa vérifiabilité et en les liant à la section « Notes et références ».

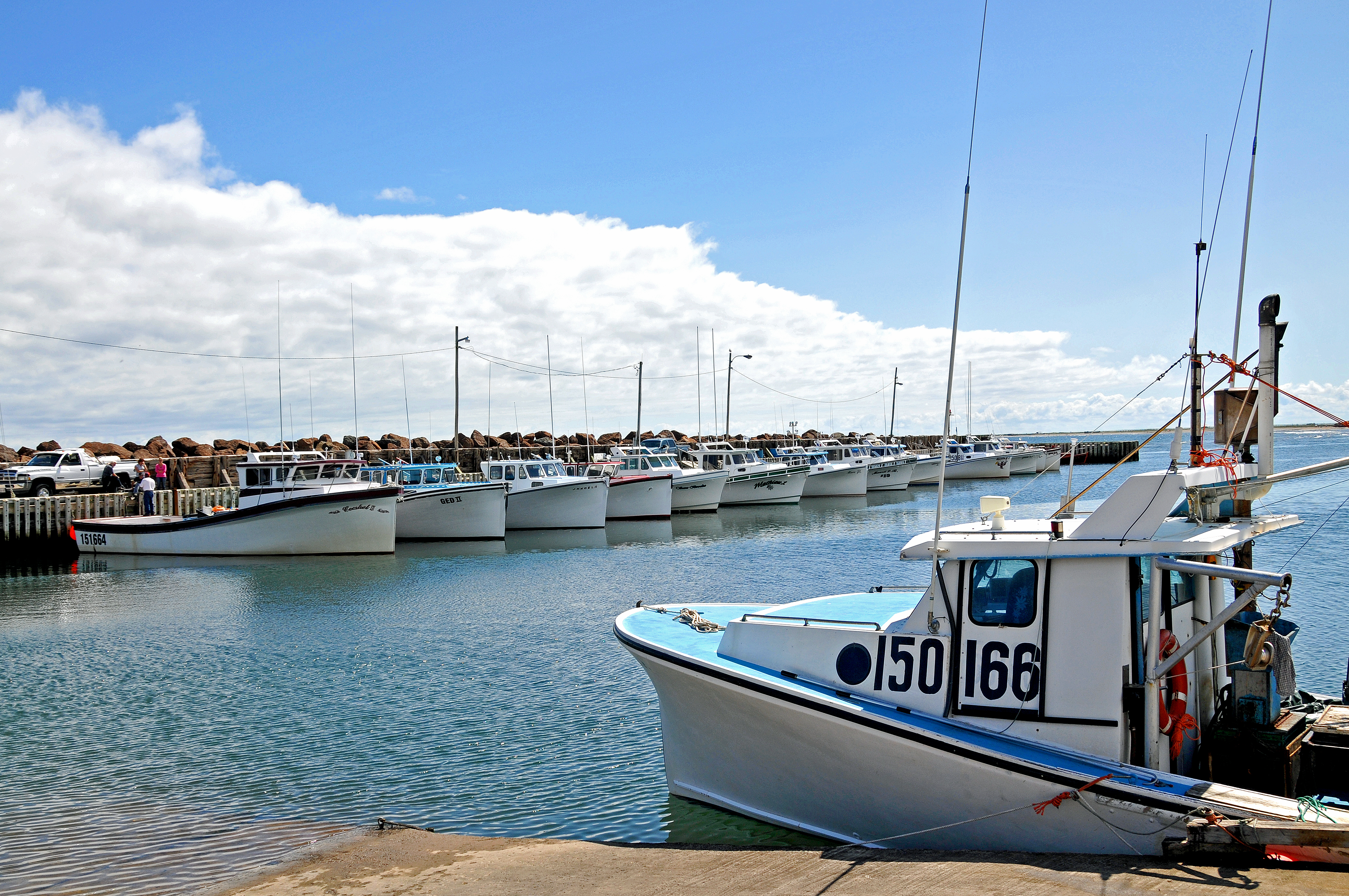
Le port de Saint-Édouard-de-Kent.

Saint-Édouard-de-Kent est un petit village canadien du comté de Kent à l'ouest du Nouveau-Brunswick. Il est compris dans le district de services locaux de Sainte-Anne-de-Kent.

## Géographie
Sainte-Édouard-de-Kent est situé a 50 km, à vol d'oiseau, de Moncton et 8.5 km de Bouctouche.